# きく1号
きく1号（技術試験衛星I型、英語: Engineering Test Satellite - I、ETS-I）は、宇宙開発事業団（NASDA）が開発した人工衛星。科学技術庁として人工衛星の開発技術の習得および新型ロケットの性能確認の目的で開発され、NASDA発足以来最初に打ち上げられた人工衛星となった。1975年（昭和50年）9月9日に種子島宇宙センターからN-Iロケット1号機によって打ち上げられ、1982年まで運用された。開発・製造は日本電気。
命名時は単に「きく」だったが、現在では号数を付けて「きく1号」と表記されることが多い。また、打ち上げ前後では英名称が「JETS-I」と表記されることがあったが現在では使用されない。

## 目的
N-Iロケットの性能確認、人工衛星の軌道投入・姿勢制御・追跡・運用等の人工衛星打ち上げ技術の習得、打ち上げ時の機械的環境条件及び軌道投入後の姿勢変化、衛星内外の環境の測定を目的としている。また、初の実用衛星である電離層観測衛星に搭載する伸展アンテナについて事前に技術データを取得する。

## 運用史

### 開発
- 1968年（昭和43年）、基礎実験衛星という名称で科学技術庁宇宙開発推進本部（宇宙開発事業団の前身）で検討開始。この時点ではまだ予算はついていなかった[2]。
- 1969年10月1日、宇宙開発事業団発足。
- 1970年、打ち上げに使用する予定だったQロケットの開発中止に伴い、Nロケットに変更[2]。概念設計開始。
- 1971年12月20日、日本電気に製作を発注[2]。
- 1973年度、プロトタイプモデル(PM)の製作と認定試験が終了した。
- 1974年度、フライトモデル(FM)の製作及びPMのプロトフライトモデル(PFM)への改修、さらにこれらの受け入れ試験が行われた。
- 1975年
  - 1月末、納入検査が完了しNASDAへ納入される[2]。
  - 3月、PFM（プロトフライトモデル）を種子島宇宙センターに輸送。ロケットや地上管制との組み合わせ試験等を実施[2]。
  - 7月、FM（フライトモデル）を種子島に輸送[2]。

### 運用
- 1975年
  - 9月9日、N-Iロケット1号機で種子島宇宙センターから打ち上げられた[3]。打ち上げ時の環境測定は増田、勝浦、マーシャルの各追跡局でデータが取得された。また、第3段と衛星の分離時における衛星の姿勢変動などのデータもマーシャル局で取得された。
  - 9月11日、第25周回から増田局における距離及び距離変化率の測定による追跡実験を開始した。また、第28周回から伸展アンテナの展開実験を行い、伸展性が確認された。
  - 10月13日、第46周回からは勝浦局の測定による追跡実験も行われ、システムの性能が確認された。
  - 衛星打ち上げ後3ヶ月間で全ての実験は良好に実施され、その後も衛星信頼性データや日照条件の変化に伴う熱設計の確認など、後の衛星設計に重要なデータの取得を長期間にわたって実施した。
- 1982年4月28日、運用を終了した[3]。